# 帚状风毛菊
帚状风毛菊（学名：Saussurea virgata）为菊科风毛菊属的植物，为中国的特有植物。分布在中国大陆的云南等地，生长于海拔2,800米的地区，一般生于潮湿地，目前尚未由人工引种栽培。